# Lirow
Lirow (persiska: ليرو, Līrū) är en ort i Iran.   Den ligger i provinsen Golestan, i den norra delen av landet, 400 km öster om huvudstaden Teheran. Lirow ligger 1 025 meter över havet och antalet invånare är 461.
Terrängen runt Lirow är kuperad åt sydost, men åt nordväst är den bergig.Runt Lirow är det ganska glesbefolkat, med 39 invånare per kvadratkilometer. Närmaste större samhälle är Gālīkesh, 18,6 km nordväst om Lirow. Trakten runt Lirow består till största delen av jordbruksmark.